# Golf & Country Club Herkenbosch
Golf & Country Club Herkenbosch is een golfclub die gebruik maakt van de golfbaan Herkenbosch. De club is eigendom van Burggolf Herkenbosch B.V.

## De baan
De baan Herkenbosch is een ontwerp van Joan Dudok van Heel en werd in 1992 geopend. Het ligt bij de Limburgse plaats Herkenbosch en ligt aan de rand van het Roerdal, niet ver van de Duitse grens. De baan grenst aan het 1800 hectare grote Nationaal Park De Meinweg. Het is een bosbaan met oude bomen en ligt in een golvend landschap, waardoor sommige holes wat onoverzichtelijk zijn en om een 'blind' schot vragen. Er zijn 18 holes, die zijn verdeeld in een 9-holes 'yellow course' en een 9-holes 'red course'. Er zijn veel bunkers en er zijn enkele waterpartijen. In 2010 is er ook een 9-holes par 3 baan aangelegd.

## Muermans Challenge
Vanaf 1989 werd hier de Muermans Vastgoed Cup gespeeld.
In 2000 en 2001 werd ook de Muermans Real Estate Challenge op Herkenbosch gespeeld. Dit toernooi maakte deel uit van de European Challenge Tour. O.a. Robert-Jan Derksen, Henrik Stenson, Hayo Bensdorp, Niels Kraaij, Ralph Miller, Stephane Lovey en Joost Steenkamer deden mee.

#### Winnaars
- 2000:  Dominique Nouailhac
- 2001:  Richard Gillot

## Trivia
Herkenbosch wordt in 2003 mentor van Golfvereniging Golfhorst.